# 土方重巳
土方 重巳（ひじかた しげみ、1915年3月12日 - 1986年1月5日）は日本の画家。
多摩帝国美術学校（現：多摩美術大学）卒業。
飯沢匡作のNHK人形劇のデザインなどで知られる。
兄は人形劇団プーク創立メンバー、元東京新聞編集局長のジャーナリスト・土方正巳。サインは「hidi.」と1字ずつ筆記体だった。
兵庫県生まれだが、父が日本郵船勤務で幼時は各地を転々とする。
成城学園から東京開成中学（旧制）を経て1933年、帝国美術学校（武蔵野美術大学の前身）図案科に入学。1935年、3年生のときに帝美分裂に伴い多摩美へ。
1938年に卒業、東宝映画（現：東宝）入社、ポスターや広告などを描く。
1944年に応召、横須賀海兵隊に配属。復員後東宝に復帰するが1948年、東宝争議の発端の人員整理により退社（その後1年は「契約者」として東宝の仕事を行った）。翌年、『婦人朝日』（朝日新聞社発行）編集長の飯沢匡と出会い、1950年1月号に初めての童画「森の大さわぎ」を描く。
以後、映画、演劇のポスターのほか、演劇の舞台装置、CMのデザイン、童画、挿絵などでその実力を発揮。
また川本喜八郎らの協力を得て制作した人形絵本は国内版・外国版を含めて百数十種出版した。

## NHK人形劇
- ブーフーウー　1960年 - 1967年
- ダットくん　1967年 - 1969年
- とんちんこぼうず　1969年 - 1971年
- とんでけブッチー　1971年 - 1974年
- うごけぼくのえ　1974年 - 1976年
- ペリカンおばさん　1976年 - 1977年
- おもちゃおじさん　1978年 - 1979年
- ミューミューニャーニャー（おもちゃおじさんとキャラクターは同じ）　1979年 - 1983年

## 主なCMキャラクター
- ミツワ石鹸（三人娘）
- アサヒビール（ほろにが君（旧型）=1951年）
- 佐藤製薬（サトちゃん（旧型）=1959年）
- フレーベル館（ぴんくまちゃん=1961年）
- 三ツ矢サイダー（三ツ矢嬢=1951年、インディアンの子ども3人=1963年、ドレミファコップの牧羊神パン=1969年）

## その他主な挿絵
- 『ヤン坊ニン坊トン坊』（飯沢匡作）
- 『ぼろきれ王子』（同）
- 『北極グマのムーシカミーシカ』（いぬいとみこ作）
- 『ねずみとおうさま』（コロマ神父文、石井桃子訳、ISBN 4001151030）
- 『王さまのアイスクリーム』（フランセス・ステリット文、光吉夏弥訳）